# Gardes de la Luftwaffe

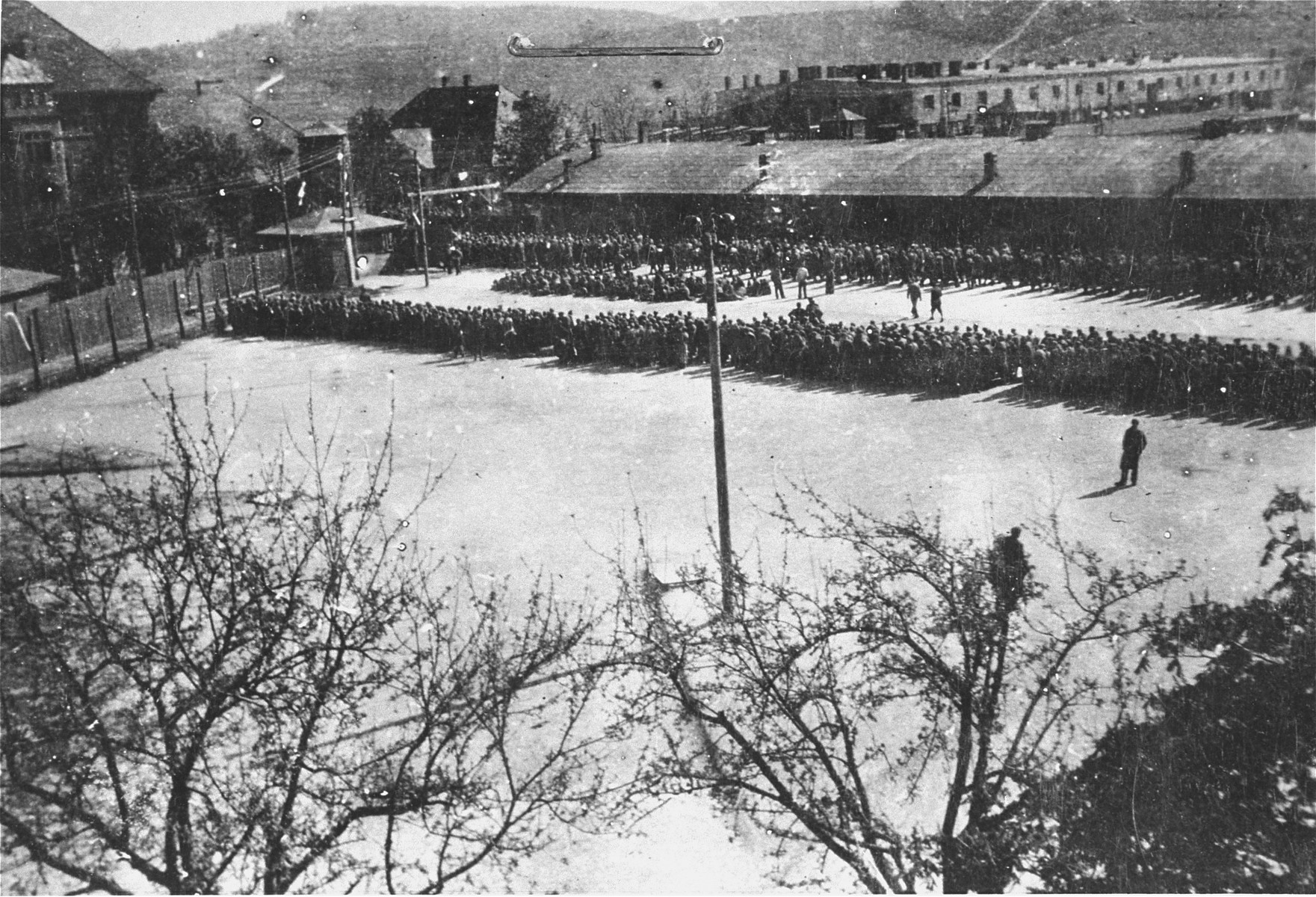
Les nouveaux arrivants sont comptés à Melk ; la grande majorité des gardes de ce camp de Mauthausen-Gusen sont des soldats de la Luftwaffe.

Pendant la Seconde Guerre mondiale, la Luftwaffe allemande dote des dizaines de camps de concentration et poste ses soldats comme gardes dans de nombreux autres. Les camps créés pour l'exploitation du travail forcé pour la production d'armements sont souvent gérés par la branche de la Wehrmacht qui utilise la manufacture. La Wehrmacht poste également environ 10 000 soldats dans des camps de concentration en raison d'une pénurie de gardes au milieu de 1944, dont beaucoup de la Luftwaffe. 

## Camps d'opérations
À la fin de la guerre, environ 2 700 soldats de la Luftwaffe travaillent comme gardes à Buchenwald et ses sous-camps. Les principaux camps de Flossenbürg Mittelbau-Dora, et Natzweiler avaient de nombreux gardes de la Luftwaffe. 
Fin 1943, un chantier de reconstruction de la Luftwaffe (en allemand : Zerlegebetrieb) a ouvre à mi-chemin entre Auschwitz II-Birkenau et Auschwitz I. Environ 1 300 prisonniers sont forcés de travailler pour récupérer des pièces d'avions de la Luftwaffe qui sont endommagés de manière irréparable. Ces prisonniers sont supervisés par le personnel de la Luftwaffe et gardés par les SS. Bien que de nombreux membres du personnel de la Luftwaffe passent des lettres en contrebande ou fournissent des biens aux prisonniers. Leur commandant, un major de la Luftwaffe, est connu pour avoir battu les prisonniers avec un tuyau en aluminium. Les prisonniers sont logés à Birkenau et forcés de marcher chaque matin vers le Zerlegebetrieb, ils sont dispensés de travail si la température descend en dessous de -15 Degrés. Ces derniers sont connus pour leurs fréquentes tentatives d'évasion. En raison des objets de valeur qui pouvaient être trouvés lors du démantèlement de l'avion, les prisonniers tentent fréquemment de les ramener clandestinement à Birkenau pour les échanger contre des produits de première nécessité. Le taux de mortalité est élevé en raison des dures conditions de travai,. Une usine d'armes anti-aériennes à Monowitz est composée de gardes de la Luftwaffe, La Luftwaffe fourni également des unités de flak pour protéger les usines de Monowitz des frappes aériennes. Début 1944, il y a 1 000 gardes de la Luftwaffe à Auschwitz. 
Les gardes de la Luftwaffe ont la réputation d'être légèrement moins brutaux que les SS, tentant dans plusieurs cas d'améliorer les conditions des prisonniers,. Néanmoins, le personnel de la Luftwaffe bat aussi fréquemment les prisonniers. Par exemple, les techniciens de la Luftwaffe ont forcé les prisonniers à désamorcer ou à manipuler des bombes non explosées. Des soldats de la Luftwaffe ont exécuté des prisonniers lors d'une marche de la mort,  et auraient torturé et assassiné des prisonniers à Wiener Neudorf, un sous-camp du camp de concentration de Mauthausen,. Pour ces derniers crimes, Ludwig Stier, le capitaine de la Luftwaffe responsable des soldats de la Luftwaffe au camp, est condamné à mort par le tribunal militaire américain en 1947 et exécuté.